# Стричава
Стри́чава — село в Україні, в Ужгородському районі Закарпатської області. Населення — 161 людини.

## Географія
Селом протікає струмок Стричавка, права притока Ужа.

## Історія

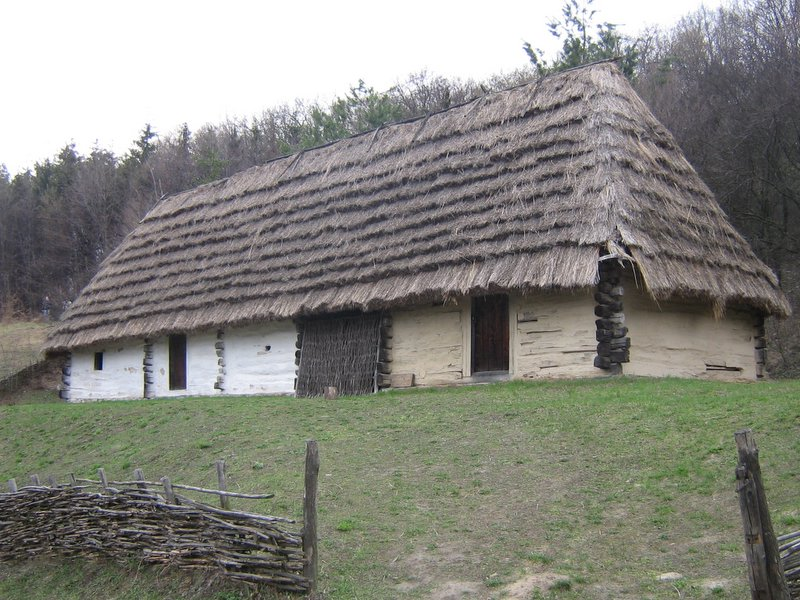
Хата початку 20 століття з села Стричава у музеї Пирогів

Село було засноване у 1602-році як Szticsava. Інші згадки: 1746- Sztrusava, 1773-Szticsava', 1913- Eszterág
У 1631 тут нараховувалися 18 родин, а за 60 років вже лише 16. Значно зменшилася кількість населення у 1715 . Тоді тут мешкали лише 6 родин. У ті часи на потічку працював водяний млин.

храм св. великомученика Дмитра. 1840.
Назва села походить від слова «стригти» (овець). За легендою, село було в іншому місці, але там сталося лихо: невелика церква, що стояла в центрі села, провалилася під землю. Врятували лише один з трьох дзвонів, що донині висить у дзвіниці. Перелякані селяни переселилися на теперішнє місце. В 1751 р. згадують дерев'яну церкву св. Дмитра з двома дзвонами, забезпечену всіма образами.
Теперішня церква — невелика мурована споруда, досить цікава своїми наївними формами. З 1948 р. по 1950 р. церква була колгоспним складом, що завдало їй шкоди. Тоді ж зникло кілька давніх церковних книг. Поряд стоїть каркасна одноярусна дзвіниця з дерева, вкрита чотирисхилим дахом, та мурований хрест з 1920 p., який поставив Митер Пітковайз.

у 2012 році тут побудував свою творчу майстерню майстер оригінального малярства та пейзажу, лауреат Шевченківської премії — Анатолій Дмитрович Криволап.

## Населення
Згідно з переписом УРСР 1989 року чисельність наявного населення села становила 257 осіб, з яких 106 чоловіків та 151 жінка.
За переписом населення України 2001 року в селі мешкали 244 особи.

### Мова
Розподіл населення за рідною мовою за даними перепису 2001 року:
| Мова       | Чисельність | Відсоток |
| ---------- | ----------- | -------- |
| українська | 243         | 98,78%   |
| російська  | 2           | 0,81%    |
| білоруська | 1           | 0,41%    |
| Усього     | 246         | 100%     |

Розподіл населення за рідною мовою за даними перепису 2021 року:
| Мова       | Відсоток |
| ---------- | -------- |
| українська | 100 %    |

## Туристичні місця
- Село знаходитьса на кордоні з Словаччиною. Ще тут є літня відпочинкова зона з озером.
- храм св. великомученика Дмитра. 1840.
- річка Стричавка